# رایوو آئگ
رایوو آئگ (استونیایی: Raivo Aeg؛ زادهٔ ۴ ژوئیهٔ ۱۹۶۲) سیاستمدار اهل استونی است.
وی در سال ۱۹۸۵ از دانشگاه صنعتی تالین فارغ‌التحصیل شد، آئگ از ۲۰۰۸ تا ۲۰۱۳ رئیس اداره امنیت داخلی استونی بود و از آوریل ۲۰۱۹ تا ژانویه ۲۰۲۱ وزیر دادگستری استونی بوده‌است.